# Цветополь (Алтайский край)
Цветополь — село в Бурлинском районе Алтайского края. Входит в состав Михайловского сельсовета.

## Этимология
Калька с прежнего немецкого названия села Блюменфельд (нем. Blumenfeld).

## География
Расположен в северо-западной части края.
Рельеф — равнинный. Климат — резко континентальный. Средняя температура января −16,8 °C,июля +20,8 °C. Количество атмосферных осадков 275 мм.

## История
Село Блюменфельд основано в 1912 году переселенцами из Причерноморья. До 1917 года лютеранско-католическое село Барнаульского уезда Томской губернии.

## Население
| 1997 | 1998 | 1999 | 2000 | 2001 | 2002 | 2003 |
| ---- | ---- | ---- | ---- | ---- | ---- | ---- |
| 365  | ↗379 | ↘366 | ↗367 | ↘342 | ↘334 | ↘322 |
| 2004 | 2005 | 2006 | 2007 | 2008 | 2009 | 2010 |
| ↘310 | ↘279 | ↘243 | ↗253 | ↘247 | ↘237 | ↘219 |
| 2011 | 2012 | 2013 |      |      |      |      |
| ↗221 | ↘211 | ↗212 |      |      |      |      |

## Инфраструктура
Личное подсобное хозяйство с зоной сельскохозяйственного использования, индивидуальная застройка усадебного типа.
Основа экономики — сельское хозяйство.
Цветопольский ФАП.

## Транспорт
Автобусное сообщение с райцентром.  Остановка общественного транспорта «Цветополь». 